# 邑久町尾張
邑久町尾張（おくちょう おわり）は、岡山県瀬戸内市（旧邑久町）の大字である。同市の市役所の所在地。また、かつての邑久町・邑久村および郡制時代の邑久郡の各役場所在地。瀬戸内市新設以前には、尾張（おわり）と称した。現在でも、一般的に「尾張」と通称される。明治前期以前は邑久郡に属し尾張村と称した。古くは小治とも表記され、また「おはり」とも訓じられた。
郵便番号は、〒701-4221（邑久郵便局管区）。

## 概要
瀬戸内市以前は邑久郡邑久町で、町域の中部にあたり千町平野の中央にあり、東西に長い区域をしている。
西大寺・鶴海間の主要地方道に沿って町筋をつくり、区域の西部は郵便局や学校などが集まる周辺地域の中心地である。一方、東部では千町川を境界線とし、幹線道路沿線以外は田園地帯となっている。
和名抄に載る備前国邑久郡の尾張郷の一部であったといわれ、同郷の遺称地であるとされる。慶長10年『備前日高物成帳』では、尾張保の中に包松・尾張・山手・郷村・円張・笠加下・笠加上の7村が含まれている。

## 沿革

### 歴史
この地方一帯は古代に開発された干拓平野といわれ『邑久郡誌』では参考文献として当地所在の城稲荷大明神の縁起を挙げ、それによると孝霊天皇の代に大地震があり、この地方が陥没、海に通じる大沼となったとされ、それを大伯の海（おおくのうみ）と呼んだ。淳和天皇(824~833)の代になると、沼の北岸にある小治(おはり)城の小物頭田原藤太夫が主命を受け、天長5年(828)に沼の開墾に着手、城稲荷大明神の加護により開墾に成功したといわれる。この文献は後世の記述の跡が一部うかがえるものの、開墾年代自体は平安時代初期であると推測される。
また、尾張の集落には、周囲の地と同様に条里に規制された跡が見られる。
江戸時代には尾張村といい岡山藩の領分。『吉備温故』には、岡山京橋まで4里、 石高2315石2斗2升、 田畑140町9反3歩半、家数188軒、男女1052人とある。枝村に小物屋村があった。
明治22年6月1日、町村制施行により邑久郡尾張・豊安（旧包松村）・山田庄・山手の4村を併せて邑久村と称し、尾張に村役場を置いた。郡制時代には当地に邑久郡の郡役所が置かれ、一帯の政治・経済の中枢的存在となった。昭和27年4月1日、隣村と合併して町制を実施。その後2回の合併を経て昭和33年4月1日、新たな邑久町になった。その後、平成の大合併により、邑久郡長船町・牛窓町と合併し、瀬戸内市を新設、同市役所が当地の旧邑久町役場に置かれた。明治以降、現在まで邑久郡地域の中心地として続いている。
昭和中期頃までは米・麦・かんしょ・ ばれいしょ等を主要産物としたが、現在は衰退し、郊外において稲作が行われている程度である。

### 地名の由来
「はり」は「墾る（はる）」から来ていて、「墾る」とは土地を開拓することである。開墾地・新開地を「御墾り（おはり）」と称し、「尾張」や「小治」などの字を当てたといわれ、後に尾張の表記に固定されたと推測されている。

### 年表
| 年月日          | 出来事 | 備考 |
| --------------- | --- | ---- |
| 明治22年6月1日  | 町村制施行により邑久郡尾張・豊安（旧包松村）・山田庄・山手の4村を併せて同郡邑久村が発足。尾張に庁舎が置かれる。 |      |
| 明治32年4月1日  | 郡制の施行を受けて、邑久郡役所が尾張に設置される。                                                              |      |
| 大正15年7月1日  | 郡制の廃止を受けて、邑久郡役所が廃止される。                                                                    |      |
| 昭和27年4月1日  | 邑久郡邑久村・福田村・今城村・豊原村・本庄村・笠加村が新設合併し同郡邑久町が発足。尾張に庁舎が置かれる。        |      |
| 昭和33年4月1日  | 邑久郡邑久町と同郡の周辺自治体とが新設合併を行い、新たな邑久町が発足。尾張の旧庁舎が庁舎となる。                |      |
| 平成16年11月1日 | 邑久郡邑久・牛窓・長船が新設合併し、瀬戸内市が発足。邑久町役場が瀬戸内市役所本庁となる。                        |      |

## 地勢
河川
- 千町川

## 主要施設
行政施設
- 瀬戸内市役所
- 邑久コミュニティセンター
- 瀬戸内市立邑久図書館
- 尾張公会堂
- 瀬戸内警察署尾張駐在所

教育・福祉・文化施設
- 岡山県立邑久高等学校 - 邑久町豊安と跨がる。主要部は豊安側となる。
- 瀬戸内市立邑久郷土資料館
- 邑久保育園

郵便局
- 邑久郵便局

交通施設
- 邑久駅 - 邑久町山田庄と跨がる。主要部は山田庄側となる。

金融機関
- 中国銀行
- 備前日生信用金庫

その他の企業・商店
- NTT邑久電話交換所
- JA岡山
- 竹久夢二本舗敷島堂
- ゆめタウン
- ハローズ
- ディスカウントドラッグコスモス
- エディオン
- イマダ家具

神社・仏閣・その他宗教施設
- 百枝八幡宮
- 城稲荷神社
- 黒住教邑久教会

史跡
- 門田貝塚・史跡公園

## 交通
道路
- 岡山県道223号
- 岡山県道224号
- 岡山県道231号
- 岡山ブルーライン（岡山県道397号）

鉄道
- JR西日本赤穂線
  - 邑久駅 - 邑久町山田庄と跨がる。主要部は山田庄側となる。